# Chrysina gieberti
Chrysina gieberti är en skalbaggsart som beskrevs av Monzon 2010. Chrysina gieberti ingår i släktet Chrysina och familjen Rutelidae. Inga underarter finns listade i Catalogue of Life.